# Король и птица
«Король и птица» (фр. Le Roi et l'Oiseau); изначально был выпущен под названием «Пастушка и Трубочист» (фр. La Bergère et le Ramoneur) — первый французский полнометражный анимационный фильм режиссёра Поля Гримо 1952/1980 года.
Мультфильм был снят на собственные средства Поля Гримо по сценарию Жака Превера, написанному по мотивам одноимённой сказки Ханса Кристиана Андерсена. Музыку к фильму сочинил Жозеф Косма.

## Сюжет
Много лет славным королевством Тахикардия правит тиран Карл V+III=VIII+VIII=XVI («пятый, третий от восьмого, восьмой от шестнадцатого рода Тахикардийского»). Его ненавидят все, но только смелая птица Пересмешник не боится говорить, что король глуп, смешон и косоглаз.
Никто не знает, что Карл тайно влюблён в очаровательную Пастушку, чей портрет он хранит в своих покоях. А напротив висит портрет ненавистного Трубочиста, также влюблённого в Пастушку.
Однажды ночью Пастушка и Трубочист оживают и сбегают из дворца. Тут же оживает и коварный портрет Карла, который занимает место настоящего короля и приказывает любой ценой изловить беглецов. Спасутся ли возлюбленные от королевских лазутчиков и их огромного железного робота?
Их единственная надежда — мудрый Пересмешник, который не бросит своих новых друзей в беде.

## История создания и выпуск
Производство было начато в 1947 году, но премьера на экранах состоялась только в 1952 году. Из-за разногласий авторов мультфильм был выпущен в незавершённом виде, продолжительностью всего 63 минуты. Разногласия привели к ликвидации студии «Les Gémeaux» и к разрыву между кинопродюсером Андрэ Саррутом и режиссёром Полем Гримо. В англоязычных странах фильм был выпущен в прокат под названием The Curious Adventures of Mr. Wonderbird («Забавные приключения мистера Уандербёрда»).
В 1967 году Гримо вернул себе права на картину и в течение следующих 10 лет пытался найти финансирование, чтобы выпустить мультфильм в изначально запланированном виде. В 1977 году он наконец нашёл деньги, и за два года, с 1977 по 1979-й, был дорисован дополнительный видеоряд. Птицу озвучил актер театра и кино Жан Мартен. Премьера новой расширенной версии состоялась в 1980 году. Эта 87-минутная версия включает 42 минуты видеоряда из 63-минутной версии 1952 года.
Все копии мультфильма «Король и Птица» в новой версии находились к началу XXI века в удручающем состоянии. StudioCanal взялся за его восстановление и занимался этим в течение двух с половиной лет (январь 2001 — июль 2003). Работа, которая состояла в фотохимической и цифровой реставрации изображения и фонограммы, была проведена под руководством Béatrice Valbin.
На лицензионном DVD фильм выпустила фирма «CP Digital».

## Анализ
В фильме содержится множество культурных аллюзий. Замок похож на сказочные замки XIX века, в частности на Нойшванштайн. А мрачный антиутопический город напоминает фильм «Метрополис», в то время как сцена на фабрике является отсылкой на фильм Чарли Чаплина «Новые времена».